# پل شیجو

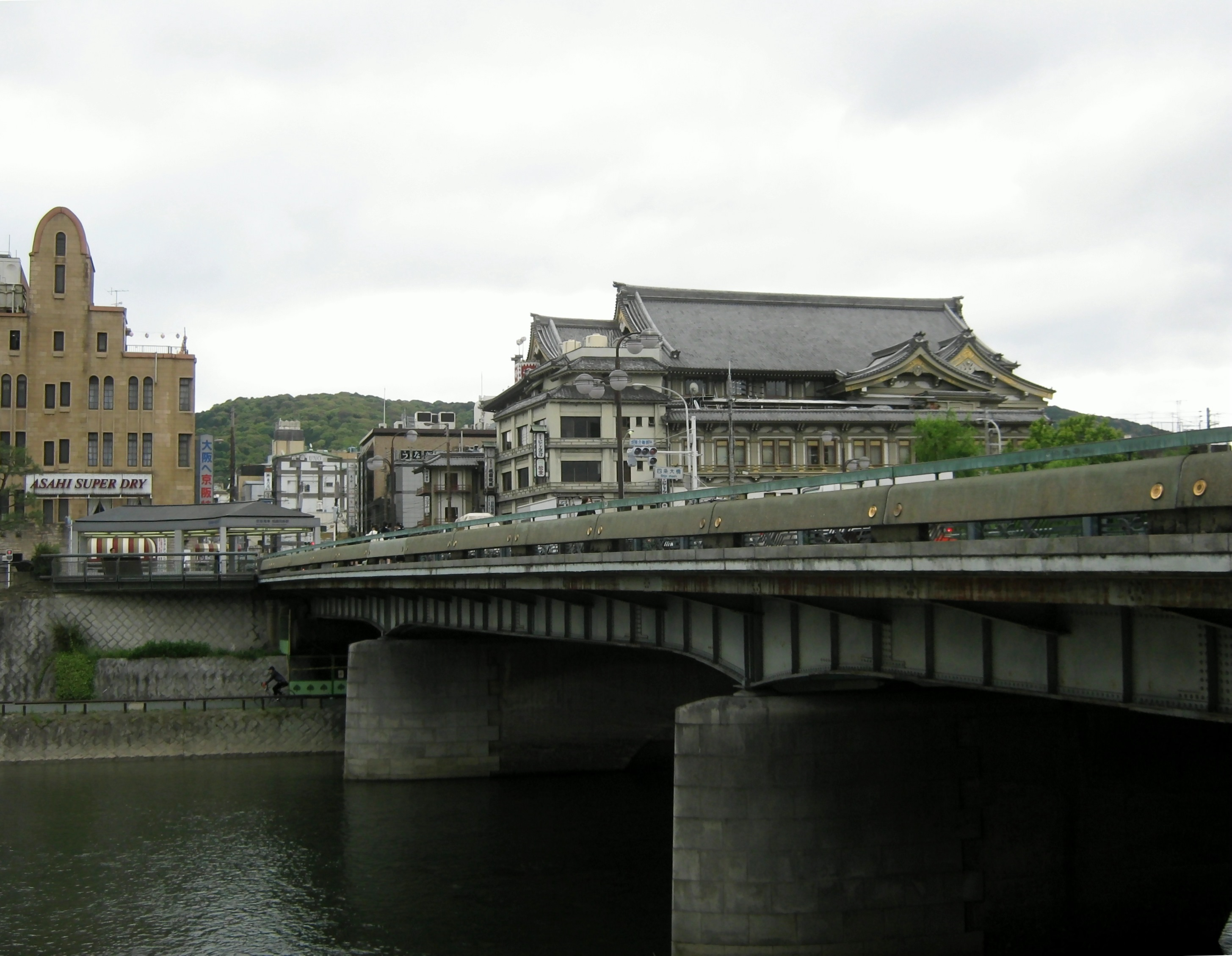
پل شیجو

پل شیجو (به ژاپنی: 四条大橋 しじょうおおはし)، یک پل در شهر کیوتو در استان کیوتو در ژاپن است. این رودخانه روی رود کامو می‌گذرد. از آنجایی که این پل دو منطقه از معروف‌ترین مناطق مرکز شهر کیوتو را به هم متصل می‌کند، بسیار شلوغ است.